# Саборна црква у Бањој Луци
Саборна црква Христа Спаситеља у Бањој Луци у центру Бање Луке се налази на мјесту и у истим димензијама гдје је првобитно био изграђен храм Свете Тројице, направљен између два свјетска рата. Изградња храма трајала је од 1925. до 1929, а свечано је освештана на Спасовдан 18. маја 1939.
Приликом исценираног њемачког бомбардовања, 12. априла 1941, храм је погођен и знатно је оштећен олтарски дио (апсида). У мају исте године усташе су храм прогласиле „руглом града” и наредили Србима, Јеврејима и Ромима да га, циглу по циглу, у потпуности сруше.
Послије Другог свјетског рата, за више од пола вијека, многе су грађевине обновљене, али за порушени саборни храм није била дозвољена обнова, већ је на мјесту на коме се налазио изграђен Споменик палим борцима у Бањалуци. Почетком деведесетих година бањалучка црквена општина добила је дозволу за обнову порушеног храма, а споменик палим борцима премјештен је на оближњу локацију, такође у власништву Српске православне цркве.
Обнова храма започела је 1993. када су освештани темељи. Овај свечани чин обавио је патријарх српски Павле са архијерејима и свештенством Српске православне цркве. Храм је обновљен и свечано освештан на Спасовдан 28. маја 2009. под именом саборни храм Христа Спаситеља, јер је у међувремену у Бањој Луци изграђен на новој локацији храм Свете Тројице (Саборни храм епархије бањалучке од 1972. до 2009), који је изгледом подсјећао и био успомена на онај порушени, а за који се мислило да никада више неће моћи бити обновљен.

## Историјат градње
Од оснивања Бањалучко-бихаћке Митрополије, са сједиштем митрополита у Бањој Луци, оживјела је намјера тамошњих Срба да свој трошни, привремени храм замијене монументалним велељепним. Године 1912. формиран је и посебан одбор, који би о томе водио бригу, али је избијање балканских ратова спријечило остварење тога сна. Потом је дошао Први свјетски рат, који је донио велика страдања Срба у Босни и Херцеговини, посебно у Бањој Луци. Тек 13. јуна 1921. године, на ванредној сједници Црквене општине, званично је покренуто питање изградње Саборног храма. 

Према првобитној замисли, Саборну цркву је требало градити на мјесту привременог храма Сошествија Светог Духа, код данашњег бањалучког биоскопа Козара. У посљедњем тренутку од тога се одустало и прихваћена је идеја проте Душана Мачкића да се купи земљиште преко пута тадашњег хотела Балкан. Хроничари биљеже да је двадесет седмог септембра 1925. године по лијепом времену изашло повјереништво за установљавање локације и то је сматрано првим даном почетка радова, мада је, због кише, која је падала сљедећа два дана, трасирање обављено тек 30. септембра. Митрополит бањалучко-бихаћки Василије (Поповић) је 5. октобра 1925. године осветио земљу, уз полагање споменице. Било је само питање, да ли ће грађевинари успјети да испоштују рок и за 600 дана саграде храм основе 22,10 x 19,50 м, са звоником високим 46 м без крста и куполом пречника 6 метара на висини од 22,70 м. Како се испоставило, радови су завршени и прије договореног рока. У току градње Саборног храма у Бањој Луци установљено је да недостају три милиона динара да би се тај посао окончао, те се тражио начин како да се дође до новаца. Црквена општина се обратила за помоћ и краљу Александру, који јој је великодушно изишао у сусрет. Ни то није било довољно те је Црквена општина одредила једног од својих чланова, гостионичара Ђорђа Бајића, да иде у Америку и од тамошњих Срба прикупи прилоге за изградњу Храма.
Прва служба у цркви је била 15. септембра 1928, на 10. годишњицу пробоја Солунског фронта.

### Архитектура Саборног храма Свете Тројице
За бањолучки Саборни храм изабран је пројекат познатог београдског архитекте Душана Живановића (1853-1937). Одлука је била да се репрезентативни бањолучки Саборни храм подигне на слободном простору између будућих банских палата. Висинска и стилска кореспонденција Саборне цркве и свјетовних установа на Тргу Цара Душана, показала је намјеру наручилаца да нагласе чврсто јединство Цркве и државе у Краљевини.

Саборни храм Свете Тројице замишљен је као грађевина основе уписаног крста развијеног типа, са доминантним централним, и четири мања кубета, распоређеним на угаоним просторима, одвојеним од средишњег дијела храма. Звоник, подигнут на југоисточној страни, органски је повезан са црквом приземним тродијелним аркадним тријемом. Храм је имао улазе на западној и бочним странама. Зидна платна оживљена су моравском пластиком и декорацијом — розетама, нишама, тимпанонима, полуколонетама, архиволтама, преплетима, док су западно, сјеверно и јужно прочеље обликовани истовјетно с композицијом ризалтно истуреног блока, завршеног полукружним моравским забатом.

### Архитектура Саборног храма Христа Спаситеља
Саборни храм је зидан од црвеног и жутог камена травертина, поријеклом из Месопотамије, за чији квалитет (ископа и обраде) гарантује проф. др Билбија, стручњак из београдског Института за испитивање материјала. Зидана је трослојним зидом: камен, армирани бетон, цигла. Куполе су покривене златним прохром лимом, довезеним из Сибира. Спољњи грађевински радови на храму завршени су 26. септембра 2004. године, када је служена и прва литургија. Свету литургију је служило 8 архијереја са свештенством и ђаконима Бањалучке епархије, а уз присуство неколико десетина хиљада вјерника.
Димензије храма по пројекту су:
- ДУЖИНА ХРАМА СА ОЛТАРОМ 22,10 м, ШИРИНА 19,50 м
- ВИСИНА ХРАМА ДО ВРХА ЦЕНТРАЛНЕ КУПОЛЕ 22,37 м
- ВИСИНА ЗВОНИКА (до врха, без крста) 44,95 м, са крстом 47,10 м
- ОСНОВА ТЕМЕЉА ЗВОНИКА 5,40 x 5,40 м
- ДУЖИНА И ШИРИНА АРКАДЕ 7,98 x 3,01 м[6]

Поводом 20 година од оснивања и прославе Дана Републике Српске и крсне славе Републике Српске, патријарх Иринеј је у храму 9. јануара 2012. служио Свету архијерејску литургију.

## Саборни храм
Храм Христа Спаситеља је саборни храм, насљедник првобитног Саборног храма Свете Тројице, порушеног 1941. године. Саборни, значи сабирајући храм, за све вјернике града Бање Луке, Епархије бањалучке и уопште све вјернике Православне цркве.

## Његово Високопреосвештенство Архиепископ и Митрополит бањалучки Г. Јефрем
Архиепископ и Митрополит бањалучки Јефрем рођен је у селу Буснови код Приједора, 15. априла 1944. године. Замонашен је у манастиру Липље, епархија бањалучка, 9. јула 1967. Исте године, уписан је у богословију у манастиру Крки коју завршава са одличним успјехом 1971. године. По завршетку богословије 1971. године, упућен је на даље школовање у Московску духовну академију, коју завршава са одличним успјехом 1975. године, са звањем кандидата богословља за дипломски рад ”Учење Светог Василија Великог о монаштву”. Рад је оцијењен одличном оцјеном и препоручен за штампање. Послије двије године проведене у Београду као викарни епископ, изабран је 19. маја 1980. године, за епископа бањалучког. Устоличење епископа Јефрема обављено је у Бањој Луци у Саборном храму Свете Тројице 1. јуна 1980. године, од стране епископа сремског Андреја као изасланика Светог архијерејског синода. За период (1980—2007) епископ Јефрем је на подручју Бањалучке епархије осветио 126 нових храмова, 38 храмова је генерално обновљено, а 89 храмова је у изградњи. У истом времену, изграђено је и освећено 33 парохијска дома. Генерално је обновљен и освећен Владичански двор.

### Смрт Владике Платона
Након што се оглушио о усташку наредбу од 23. априла 1941. — да сви "Србијанци" морају да оду и напусте тзв. Хрватско тло, болесног и изнемоглог Епископа Платона, усташе су ухапсиле ноћу, између 4. и 5. маја 1941. године. Ухапшен је заједно са протом Душаном Суботићем, парохом градишким, и одвезли их аутомобилом путем Бања Лука — Котор-Варош. Десетак километара од Бање Луке, на обали ријеке Врбање, усташе су их на свиреп начин убили, и бацили у набујалу Врбању. Ријека их је донијела у Врбас, гдје су, двадесетак дана доцније пронађена њихова унакажена тијела, у селу Кумсале. Сахрањен је на војничком гробљу у Бањој луци, а три деценије касније, тачније 1. јула 1973. године, ковчег са моштима владике Платона пренесен је у крипту данашњег Саборног храма Свете Тројице. Свети архијерејски сабор Српске православне цркве га је 1998. године прогласио за свештеномученика и тада је унијет у Именослов светих Српске православне цркве. Српска православна црква слави га 22. априла по црквеном, а 5. маја по грегоријанском календару.

### Код Виктора Гутића
Када су прота Петар Рађеновић и прота Сава Рађеновић маја месеца 1941. године отишли Гутићу да га питају шта је било са епископом Платоном он им је набусито одговорио „Шта хоћете ви? Немате шта да ме питате, нити хоћу да вам одговорим. Нема више Срба, не познајем ја Србе. Губите се одавде. Ово је срце државе Хрватске, а срце треба очистити од отрова. Доста смо вам ми овде давали гостопримство ових задњих 250 година, више вам га не дајемо“.

### Говор Виктора Гутића пред Саборним храмом Христа Спаситеља у Бањој Луци
Јуна 1941. године у Бања Луци је прослављен празник хрватског ослобођења. На свечаности је из Сарајева дошло и певачко друштво „Велебит“. Пред зградом бановине Гутић је одржао говор. „Ова пркос зграда“, рекао је он, „и српска богомоља, којој овдје никад није било мјесто која нам је годинама бола очи, гарантујем вам да више ни она нити ма која њихова врагомоља, ма гдје била у хрватској држави, неће постојати. Знајте да сам ја челична метла, која ће тако почистити српски народ да им ниједно ребро неће остати читаво“. После извесног времена опет на збору у Бањој Луци обратио се Хрватима: „Шта чекате?“ Зашто не убијате Србе? Убијајте их на сваком кораку . За њихове главе ником не одговарате. Наредио сам преко мојих потчињених — економско уништење а затим ћу наредити и истребљење Срба из наше НДХ.“

### Рушење православних цркава у Бањој Луци
Бања Лука је имала три православне цркве, две су порушене а трећа је претворена у гркокатоличку. На Лазареву суботу 12. априла 1941…, бачена је из авиона бомба на бањалучку Саборну цркву, која је погодила посред часне трпезе и порушила олтарске зидове. Стожерник Виктор Гутић наредио је да се црква одмах сруши. Када му је одговорено да „то није у надлежности ни црквеног суда ни епархијског управног одбора, него црквене општине која нема материјалних могућности да то учини, он је цинично рекао: „Ако нема пара онда нека је руше сви српски попови са владиком на челу“. Гутић је „са нарочитим уживањем са прозора банске палате посматрао рушење православне цркве“. Приликом рушења са скеле је пао један радник и остао на месту мртав. После тог догађаја „више се није могло наћи радника који би се хтели на том послу да раде. Због тога је бањалучка полиција морала сваке ноћи да приређује рације на кршитеље полицијског часа које је наредног дана слала на принудни рад на рушењу цркве“. Поред њих и Срби и Јевреји затвореници у „Црној кући“ морали су учествовати на рушењу обеју бањалучких православних цркава.

### Свештенство храма
- ПРОТОЈЕРЕЈ-СТАВРОФОР РАТКО РАДУЈКОВИЋ, АРХИЈЕРЕЈСКИ НАМЈЕСНИК БАЊАЛУЧКИ

Рођен је 1942. године у селу Друговићи, општина Лакташи. Завршио је Богословију Св. Саве у Београду 1963. године. Рукоположен у чин ђакона 21. септембра 1965. године. Од 1965. до 1976. године службовао као ђакон при Саборном храму Св. Тројице и као службеник Епархијског управног одбора Епархије бањалучке. У периоду од 1976. до 1982. године, службовао је на првој бањалучкој парохији, а од 1982. до 2009. године обављао дужност старјешине Саборног храма Св. Тројице и службовао као парох на другој бањалучкој парохији. У периоду од 2009. до 2011. год. вршио је дужност старјешине обновљеног Саборног храма Христа Спаситеља. Данас је архијерејски намјесник бањалучки и члан Црквеног суда Епархије бањалучке.
- ПРОТОНАМЈЕСНИК ДРАГАН МАКСИМОВИЋ, СТАРЈЕШИНА ХРАМА

Протонамјесник Драган Максимовић, рођен 1981. године у Бањој Луци. Завршио Богословију Св. Петра Дабробосанског у Фочи 2001. године и Московску духовну академију 2007. године у Русији.
- ЈЕРЕЈ МР ДРАГАН ГРУЈИЋ

Јереј мр Драган Грујић, рођен је 1974. године у Бањој Луци. Дипломирао је на Православном богословском факултету Универзитет у Београду, 2001. године. На истом факултету је завршио постдипломске студије и одбранио магистарски рад, 2008. године.
- ЈЕРЕЈ БОРИСЛАВ ЂУРИЧИЋ

Јереј Борислав Ђуричић, рођен је 1980. године. у Добоју. Завршио Богословију Света Три Јерарха у Србињу, 1999. године. Дипломирао је на Музичкој академији Универзитет у Источном Сарајеву (одсјек за црквену музику), 20. јуна 2004.године.
- ЈЕРЕЈ ДРАГАН ВИДОВИЋ

Јереј Драган Видовић, рођен је 1982. године. у Бањој Луци. Завршио Богословију Светих Кирила и Методија у Призрену (привремено у Нишу), затим Православни богословски факултет Универзитет у Београду.
- ЈЕРЕЈ МИОДРАГ КОПАЊА

Јереј Миодраг Копања, рођен 1980. године у Бугојну. Завршио Богословију Света Три Јерарха у Србињу 2000. године и Православни богословски факултет Универзитет у Београду 2011. године.
- ЂАКОН МР ЗОРАН ЂУРИЋ

Ђакон Зоран Ђурић, рођен је 1981. године у Приједору. Завршио Богословију Света Три Јерарха у Србињу 2000. године и Православни богословски факултет Универзитет у Београду 2008. године. Дипломске академске студије мастер завршио 2012. године.